# You Hao
You Hao (chinês: 尤浩, pinyin: Yóu Hào; Xuzhou, 26 de abril de 1992) é um ginasta chinês que compete em provas de ginástica artística, medalhista olímpico e mundial.
Representou a China nos Jogos Olímpicos de 2016, no Rio de Janeiro, onde conquistou a medalha de bronze por equipes. Possui ainda três títulos em Campeonatos Mundiais, sendo dois por equipes e outro nas barras paralelas.

## Carreira
You estreou na categoria sênior em 2012 e no ano seguinte já disputava sua primeira grande competição pela China. No Campeonato Mundial da Antuérpia, na Bélgica, alcançou a final das barras paralelas e ficou perto de conquistar sua primeira medalha, mas terminou na quarta posição com uma nota de 15,500, apenas 0,033 atrás do terceiro colocado John Orozco, dos Estados Unidos. As primeiras medalhas viriam, no entanto, durante a edição de 2014 do mundial, em Nanning, onde integrou a equipe que foi campeã em casa por apenas 0,1 ponto de vantagem sobre o Japão, totalizando 273,369. Individualmente ele terminou empatado no terceiro lugar com o russo Denis Ablyazin nas argolas, conquistando a medalha de bronze.
Durante o Campeonato Mundial de 2015, em Glasgow, You conquistou três medalhas, sendo uma de cada cor. Na final por equipes, competiu no cavalo com alças (14,666), argolas (15,633) e barras paralelas (15,933), contribuindo para o terceiro lugar do time chinês, atrás do Japão e da Grã-Bretanha. Apesar do pódio, esse resultado marcou a primeira vez que a China não conquistou o ouro nesse evento desde 2001. Nas finais por aparelhos, conquistou seu único título mundial individual nas barras paralelas, marcando uma expressiva nota de 16,216 e obtendo a única medalha de ouro da equipe masculina chinesa no campeonato. You também ganhou uma medalha de prata nas argolas, ficando apenas atrás do grego Eleftherios Petrounias com uma pontuação de 15.733.
Em 2016 foi convocado para disputar sua primeira Olimpíada, nos Jogos do Rio Janeiro. Ao lado de Zhang Chenglong, Lin Chaopan, Liu Yang e Deng Shudi conquistou a medalha de bronze por equipes, atrás do Japão e da Rússia, com 271,122 pontos. Disputou ainda as finais de dois aparelhos, mas não ficou próximo de conquistar medalhas: sexto lugar nas argolas com 15,400 pontos e oitavo lugar nas barras paralelas com 14,833.
Em 2022, obteve o ouro na prova por equipes na edição de 2022 do mundial em Liverpool.